# Edward Belbruno

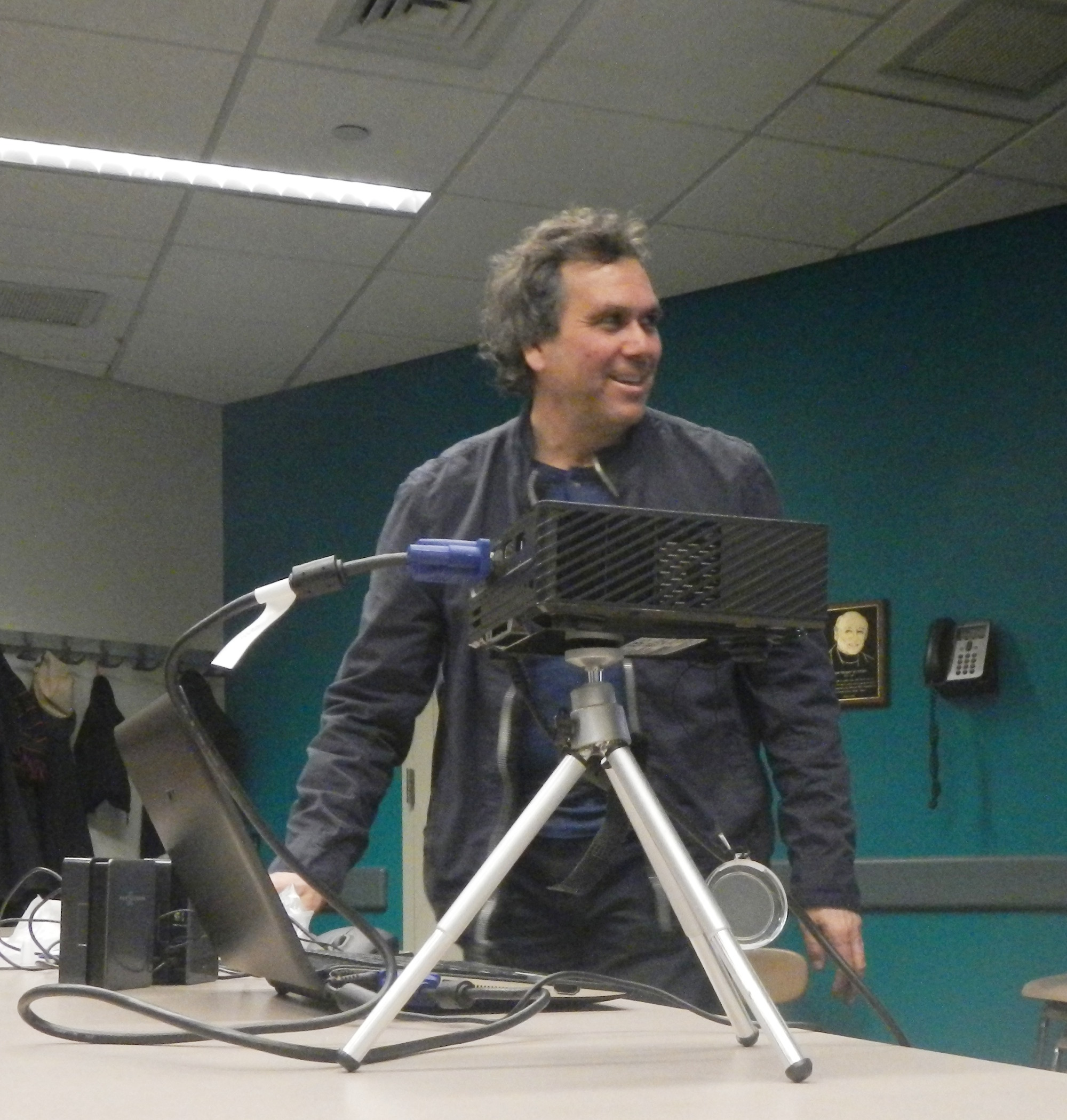
Edward Belbruno

Edward Belbruno (* 2. August 1951 in Heidelberg) ist ein Mathematiker, der sich vor allem mit Himmelsmechanik, dynamischen Systemen, Astronomie und Raumfahrttechnik befasst.

## Leben
Belbruno besuchte das Mitchell College und die New York University, an der er seinen Bachelor-Abschluss in Mathematik machte. Er wurde 1979 am Courant Institute in New York City bei Jürgen Moser mit der Schrift A New Regularization of the Restricted Three-Body Problem with an Application promoviert.
Von 1985 bis 1990 arbeitete er als „Orbital Analyst“ für das Jet Propulsion Laboratory (JPL) an Missionen wie beispielsweise Galileo, Magellan, Cassini, Ulysses, Mars Observer.
Während dieser Zeit legte er den Grundstein für die erste systematische Anwendung der Chaostheorie in der Raumfahrt. Diese wurde ursprünglich als „fuzzy boundary theory“ bezeichnet und beschreibt die Fortbewegung durch Nutzung von nur wenig Treibstoff um maximale Reichweite zu erzielen.
1990 wandte Belbruno seine Theorien bei der japanischen Mondsonde Hiten an, die eine Fehlfunktion beim Transport des Hagoromo Orbiter erlitt.  Belbruno war in der Lage, eine ballistische Flugbahn zu berechnen die nur eine geringfügige Menge des knappen Treibstoffes benötigte.
1988 schlug Belbruno zunächst die Nutzung seines Niedrig-Energie-Antriebs an einer JPL-Sonde vor, stieß allerdings auf große Skepsis und stand im Konflikt mit den Ingenieuren der Sonde. Er erwartete auch keine Anerkennung bei der Mission Hiten, allerdings zeigten sich die Japaner empfänglich für seine Ideen. Er verließ JPL im Herbst 1990 und nahm eine Stelle am Pomona College an.
Belbruno ist Präsident und Gründer von Innovative Orbital Design Inc. mit Hauptsitz in Princeton, New Jersey. Er wurde zur Rettung des Asiasat-3 Kommunikationssatelliten konsultiert, auch wenn man letztendlich eine andere Route zur Rettung wählte. Er ist Berater bei der NASA und hatte Auftritte bei NBC Today.